# 1864 en Grèce
Chronologie de la Grèce
- 1860
- 1861
- 1862
- 1863
- 1864
- 1865
- 1866
- 1867
- 1868

Cette page concerne les évènements survenus en 1864 en Grèce  :

## Événement
- Constitution grecque

## Création
- District régional de Céphalonie
- District régional de Corfou
- District régional de Leucade
- Fix (en), une marque de bière.

## Dissolution
- République des îles Ioniennes
- Académie ionienne
- Drapeau de la république des îles Ioniennes

## Naissance
- Geórgios Boukouválas (el), écrivain.
- Napoléon Lambelét (el), compositeur.
- Iákovos Nafpliótis (el), chanteur.
- Elefthérios Venizélos, Premier ministre.

## Décès
- Aristotélis Drakópoulos (el), militaire.
- Ioánnis Kokkónis (el), archéologue.
- Dimítrios Plapoútas, personnalité politique.
- Kōnstantínos Táttis (el), marchand.